# José Nazábal
José Joxe Nazabal Mimendia, nascido em Zaldivia (Guipúscoa, Espanha), a 1 de julho de 1951. É um ex ciclista profissional espanhol entre 1975 e 1982.
Começou sua carreira na equipa ciclista Kas, onde competiu até à temporada de 1979 e obteve os seus melhores resultados. Nos últimos anos da sua carreira militou no Teka (1980), Colchón CR (1981) e Hueso (1982). Abandonou o ciclismo em março de 1982.
Nas Grandes Voltas destaca a sua actuação na Volta ciclista a Espanha de 1976, onde subiu ao pódium na terceira praça. Anteriormente tinha sido 21.º em 1975, já que repetiria em 1977. Em 1978 foi 7.º e em 1979 46.º. Em 1980 abandonaria e em 1981 foi 43.º. A sua única participação no Giro d'Italia foi a de 1976, edição na que abandonou. No Tour de France participou em duas edições, as de 1977 e 1978, abandonando em ambas. Na edição de 1977, ganhou a 3.ª etapa que unia Olorón com Vitoria. Foi uma vitória importantíssima já que em Vitoria encontrava-se a sede da casa comercial Kas que patrocinava a sua equipa.

## Palmarés
1973
- 1 etapa do Troféu Peugeot de l'Avenir 1975
- Campeonato da Espanha por Regiões Contrarrelógio (com Guipúscoa)
- Grande Prêmio Navarra

1976
- 2.º no Campeonato da Espanha de Montanha em Estrada
- Campeonato da Espanha por Regiões Contrarrelógio (com Guipúscoa)
- 3.º na Volta a Espanha

1977
- 1 etapa da Volta a Espanha
- Volta aos Vales Mineiros, mais 1 etapa
- Volta a Aragão, mais 2 etapas
- 1 etapa do Tour de France
- 2.º no Campeonato da Espanha em Estrada

1978
- Volta aos Vales Mineiros, mais 2 etapas

## Resultados em grandes voltas e Campeonato do Mundo
Durante a sua carreira desportiva tem conseguido os seguintes postos nas Grandes Voltas e nos Campeonatos do Mundo em estrada:
| Corrida            | 1975 | 1976 | 1977 | 1978 | 1979 | 1980 | 1981 | 1982 |
| ------------------ | ---- | ---- | ---- | ---- | ---- | ---- | ---- | ---- |
| Giro d'Italia      | -    | Ab.  | -    | -    | -    | -    | -    | -    |
| Tour de France     | -    | -    | Ab.  | Ab.  | -    | -    | -    | -    |
| Volta a Espanha    | 21.º | 3.º  | 21.º | 7.º  | 46.º | Ab.  | 43.º | -    |
| Mundial em Estrada | -    | 33.º | -    | -    | -    | -    | -    | -    |

-: não participa

Ab.: abandono

## Equipas
- Kas (1975-1980)
- Teka (1980)
- Colchón CR (1981)
- Hueso (1982)